# HMS Nigeria (60)
«Найджерія» (60) (англ. HMS Nigeria (60) — військовий корабель, легкий крейсер типу «Коронна колонія» підкласу «Фіджі» Королівського військово-морського флоту Великої Британії за часів Другої світової війни.
Легкий крейсер «Найджерія» був закладений 6 лютого 1938 року на корабельні компанії Vickers-Armstrongs у Ньюкасл-апон-Тайн. 18 липня 1939 року він був спущений на воду, а 23 вересня 1940 року увійшов до складу Королівських ВМС Великої Британії.
Крейсер взяв активну участь у бойових діях на морі в Другій світовій війні, бився у Північній Атлантиці, на Середземному морі, біля берегів Франції, Англії, Норвегії, на Тихому океані, біля берегів Голландської Ост-Індії й Бірми. Він залучався до проведення спеціальних операцій британських командос, супроводження атлантичних, арктичних та мальтійських конвоїв. За проявлену мужність та стійкість у боях бойовий корабель відзначений шістьма бойовими відзнаками.

## Дизайн та конструкція
«Найджерія» належав до серії легких крейсерів «Коронна колонія», що розроблялись відповідно до вимог Другої Лондонської конференції 1936 року, яка обмежувала водотоннажність крейсерів у 8 000 тонн. Легкий крейсер мав корпус загальною довжиною між перпендикулярами 169,3 м, бімс — 18,9 м та осадку до 5 м. Водотоннажність бойового корабля становила: стандартна — 8 530 довгих тонн та повна — 10 450 довгих тонн відповідно.

### Енергетична установка
Головна енергетична установка крейсера «Найджерія» складалася з чотирьох триколекторні Адміралтейських котлів з пароперегрівником і чотирьох одноступінчатих турбозубчатих агрегатів Парсонса. Схема — ешелонна; котли розташовані попарно у двох котельних відділеннях, ТЗА — у двох машинних. Робочий тиск пари в котлах підійняли з 24,61 кг/см² (24,29 атм.) і 343 °С до 28,1 атм. (28,47 кг/см²) і температури 370 °С, що було вище ніж на американських «Бруклін» (28,2 кг/см², температура — 342 °С). Енергетична установка на крейсері мала найбільший коефіцієнт питомої потужності серед усіх британських крейсерів часів Другої світової війни — 55,6 к.с./т. Дальність ходу на 16 вузлах при чистому дні на крейсерських турбинах становила 10 927 — 10 556 км. Швидкість ходу в морі — 30,3 вузли.

### Озброєння
Артилерійське озброєння крейсера включало дванадцять 152-мм і вісім 102-мм універсальних гармат. При конструюванні корабля боєкомплект до гармат обох видів скоротили до 150 снарядів на ствол, це було зроблено для дотримання 8000-тонного обмеження стандартної водотоннажності, хоча місткість льохів дозволяла приймати по 200 снарядів кожного калібру.
152-мм гармати Мк XXIII з довжиною ствола в 50 калібрів були гарматами головного калібру на всіх британських легких крейсерах передвоєнної побудови, починаючи з «Ліндера». На крейсері ці гармати монтувалися в тригарматні баштові установки — по дві на носі та на кормі по лінійно-піднятій схемі. Максимальний кут піднесення +60°, зниження на −5°. Швидкострільність — 8 пострілів на хвилину. Маса снаряда (напівбронебійний CPBC і фугасний HE) — 50,8 кг, початкова швидкість — 841 м/с. Боєзапас становив 200 пострілів на ствол, живучість ствола — 1100 пострілів.
Допоміжна артилерія крейсера складалась з восьми 102-мм/45 універсальних гармат QF 4 inch Mk XVI у чотирьох спарених установках. Максимальний кут піднесення +80°, зниження на −10°. Швидкострільність — 15—20 пострілів на хвилину на максимальну дальність 18 150 м під кутом 45° та 11 890 м під кутом 80°. Маса снарядів різного типу — 28,8—30,28 кг, початкова швидкість — 811 м/с. Боєзапас становив 200 пострілів на ствол, живучість ствола — 600 пострілів.
Зенітне озброєння корабля включало чотири здвоєні 40-мм зенітні гармати Bofors L60, три зчетверені 40-мм автоматичні зенітні гармати QF 2 Mark II «пом-пом» та шість спарених 20-мм зенітних гармат кулемети «Ерлікон».
Торпедне озброєння складалося з двох трьохтрубних 21-дюймових (533-мм) торпедних апаратів, що розташовувалися по обох бортах крейсера.

## Бойовий шлях

### 1940
20 жовтня 1940 року після завершення ходових випробувань корабель перейшов до Скапа-Флоу. 28 числа крейсер уведений до 10-ї крейсерської ескадри Домашнього флоту та визначений до виконання завдань у Південно-західних підходах для перехоплення ворожих конвоїв поблизу європейського узбережжя та захисту союзних конвоїв для чого переведений до Плімута.

### 1941
4 березня 1941 року оперативна група флоту, до складу якої увійшов крейсер «Найджерія», підтримувала спеціальну операцію «Клеймор» з висадки британських командос на Лофотенські острови. Загони No. 3 та No. 4 мали завдання рейдерським нальотом захопити та знищити усі промислові об'єкти, які виробляли з риб'ячого жиру гліцерин для вибухових речовин, так необхідних гітлерівській Німеччині на фронтах війни.
26 червня крейсер «Найджеріа» разом з есмінцями «Джупіте», «Бедуїн» та «Тартар» вийшов у похід до норвезького острову Ян-Маєн, де за даними розвідки перебував метеорологічний корабель Lauenburg. 28 червня екіпаж «Тартара» узяв німецький корабель на абордаж та захопив важливу літературу й секретне обладнання «Енігма», а потім розстріляв з корабельного озброєння судно ворога.
3 серпня 1941 року крейсер «Найджерія» включений до ескортного угруповання морського десанту, що під командуванням віце-адмірала Ф. Віана готувалась до проведення спеціальної операції «Гонтлет», з висадки британських командос на лайнері «Імператриця Австралії», що вийшли десантом на захоплення Шпіцбергену та знищення німецьких вугільних шахт. 19 серпня рейдова група британських військовослужбовців висадилась на узбережжя та розпочала виконувати завдання операції. Мирне населення було евакуйоване до Архангельська та Британії, а промислові потужності видобутку вугілля були виведені з ладу.

### 1942
10 квітня 1942 року «Найджеріа» увійшов до ескорту конвою PQ 14, який очолювали лінкори «Кінг Джордж V» та «Герцог Йоркський» і зворотного конвою QP 10.
29 квітня 1942 року брав участь у супроводі конвою PQ 15, що йшов до Росії під командуванням адмірала Д.Тові.
У травні 1942 року «Найджерія» входив до сил ескорту великого конвою PQ 16, який супроводжував 35 транспортних суден (21 американське, 4 радянські, 8 британських, 1 голландське та одне під панамським прапором) до Мурманська від берегів Ісландії зі стратегічними вантажами і військовою технікою з США, Канади і Великої Британії. Їх супроводжували 17 ескортних кораблів союзників, до острова Ведмежий конвой прикривала ескадра з 4 крейсерів і 3 есмінців.
Попри атакам німецького підводного човна U-703, повітряним нападам бомбардувальників He 111 та Ju 88 бомбардувальних ескадр I./KG 26 і KG 30 конвой, втратив сім суден і ще одне повернуло назад на початку походу, дістався свого місця призначення.
30 червня 1942 року разом авіаносцем «Вікторіос», лінкорами «Дюк оф Йорк» і «Вашингтон», важким крейсером «Камберленд» та есмінцями вийшов на прикриття арктичного конвою PQ 17 у ролі далекого крейсерського ескорту.
4 липня Адміралтейство отримало повідомлення про вихід у море німецького лінкора «Тірпіц» і перший морський лорд адмірал флоту Д.Паунд віддав наказ «Конвою розсіятися!». Супроводжуючі конвой бойові кораблі відкликали для перехоплення «Тірпіца», а усі транспортні судна кинули напризволяще. Як з'ясувалося згодом, інформація про вихід німецького лінкора виявилася хибною, тоді як конвой, залишений без захисту, став легкою здобиччю німецьких підводних човнів і торпедоносців. Як наслідок, 22 транспорти та 2 допоміжних судна зі складу 35 транспортних суден конвою були потоплені.
2 серпня 1942 року крейсер включений до складу сил з лінкором «Нельсон», авіаносцем «Вікторіос», крейсерами «Каїр», «Кеніа» та «Манчестер», що мали посилити конвой WS 21S до Мальти.
З 9 по 15 серпня 1942 року корабель під прапором командира з'єднання «X» контрадмірала Г. Барроу активно діяв у супроводі сумнозвісного конвою WS 21S, який йшов з Гібралтару до обложеної Мальти. До складу ескортної групи конвою під командуванням віцеадмірала Едварда Сіфрета входили 2 лінкори, 4 ескадрених авіаносці, 7 крейсерів і 32 есмінці. Ескортне з'єднання вважалося найпотужнішим за всю війну, що виділялося на супровід конвою. Британське адміралтейство повністю усвідомлювало, що доля острова залежить від того, скільки транспортів добереться до острова. Особливо важливим був американський танкер «Огайо», зафрахтований міністерством військових перевезень і укомплектований британською командою.
11 серпня 1942 року британський авіаносець «Ігл» був потоплений німецьким підводним човном U-73. 13 серпня під час авіаційного нальоту німецької та італійської бомбардувальної авіації «Найджеріа» був уражений торпедами італійського підводного човна «Аксум» і зазнав серйозних пошкоджень. У супроводі есмінців «Вілтон», «Бістер» і «Деруент» крейсер повернув до Гібралтару.
Загалом під постійними атаками німецьких та італійських кораблів, підводних човнів, торпедоносців та бомбардувальників, конвой WS 21S втратив один авіаносець, 2 легких крейсери, ескадрений міноносець та дев'ять торговельних суден з чотирнадцяти. Ще 1 авіаносець і 2 легких крейсери були пошкоджені у наслідок безперервних нападів. Проте 32 000 тонн генерального вантажу і 15 000 тонн палива поповнили майже порожні сховища Мальти. Це дозволило острову не тільки відбивати атаки противника, а й відновити активні операції на італо-німецьких комунікаціях, що ведуть до Африки.
Після нетривалого ремонту в доках Гібралтару крейсер «Найджеріа» здійснив перехід до корабелень США, де встав на капітальний ремонт та модернізацію. Відновлення крейсеру тривало до вересня 1943 року, а до грудня продовжувались регламентні роботи та випробування, після яких «Найджеріа» включили до складу 4-ї крейсерської ескадри Східного флоту.

### 1944
27 березня 1944 року крейсер «Найджерія» прибув на Цейлон, де приєднався до решти кораблів Східного флоту.
19 квітня 1944 року крейсер узяв участь у повітряно-морській операції з підтримки бомбардування авіаносною авіацією союзників (оперативні групи 69 та 70) важливих цілей — об'єктів нафтової промисловості — на окупованій японськими військами території острову Сабанг (північніше Суматри).
З 16 на 17 травня «Найджерія» залучався до прикриття чергової масштабної військової операції із завдавання ураження японським об'єктам на окупованому острові Сурабая. 6 травня 65-та оперативна група Східного флоту під командуванням адмірала Дж. Сомервілля вийшла з Тринкомалі й попрямувала в бік Голландської Ост-Індії. Одночасно 66-та оперативна група віцеадмірала А. Пауера вийшла з Коломбо.
25 липня 1944 року крейсер входив до складу ескортної групи британського флоту, що під командуванням адмірала Джеймса Сомервілля проводила операцію «Кримзон», метою якої було завдавання повітряних ударів по японських аеродромах в окупованих індонезійських містах Сабанг, Лхокнга та Кутараджа, що здійснювалося палубною авіацією з авіаносців в Індійському океані.
1 грудня 1944 року з крейсерами «Кеніа», «Ньюкасл», «Фібі» «Найджерія» сформував 61-шу оперативну групу флоту, яка призначалась для посилення угруповання союзників, що діяло на бірманському напрямку.

### 1945
1 січня 1945 року корабель разом з ескортним авіаносцем «Емір», крейсерами «Ньюкасл» і «Фібі» та трьома есмінцями підтримували з моря висадку 3-ї британської бригади командос на плацдарм поблизу півострову Акуяб у Бірмі.